# 흰배양털쇠주머니쥐
흰배양털쇠주머니쥐(White-bellied woolly mouse opossum, 학명: Marmosa constantiae)는 주머니쥐과에 속하는 작은 유대류이다. 나무 위에서 생활하는 수상성 동물이며, 야행성 동물로 볼리비아 동부와 브라질 마투그로수주 그리고 아르헨티나 북서부 지역의 습윤 숲에서 서식한다. 주요 먹이는 곤충과 과일로 이루어진 것으로 추정하지만 작은 설치류와 도마뱀 그리고 새 알 등도 먹는 것으로 추정된다. 이전에는 별도의 양털쇠주머니쥐속(Micoureus)으로 분류했지만 2009년부터 양털쇠주머니쥐속을 쇠주머니쥐속(Marmosa)의 아속으로 분류하고 있다.